# سیارک ۱۶۲۰۹
سیارک ۱۶۲۰۹ (به انگلیسی: 16209 Sterner، نامگذاری:2000CB56) شانزده هزار و دویست و نهمین سیارک کشف شده‌است که در ۴ فوریه ۲۰۰۰ کشف شد.
قدر مطلق سیارک برابر ۱۱.۷ است.